# Campbell (skotsk ätt)

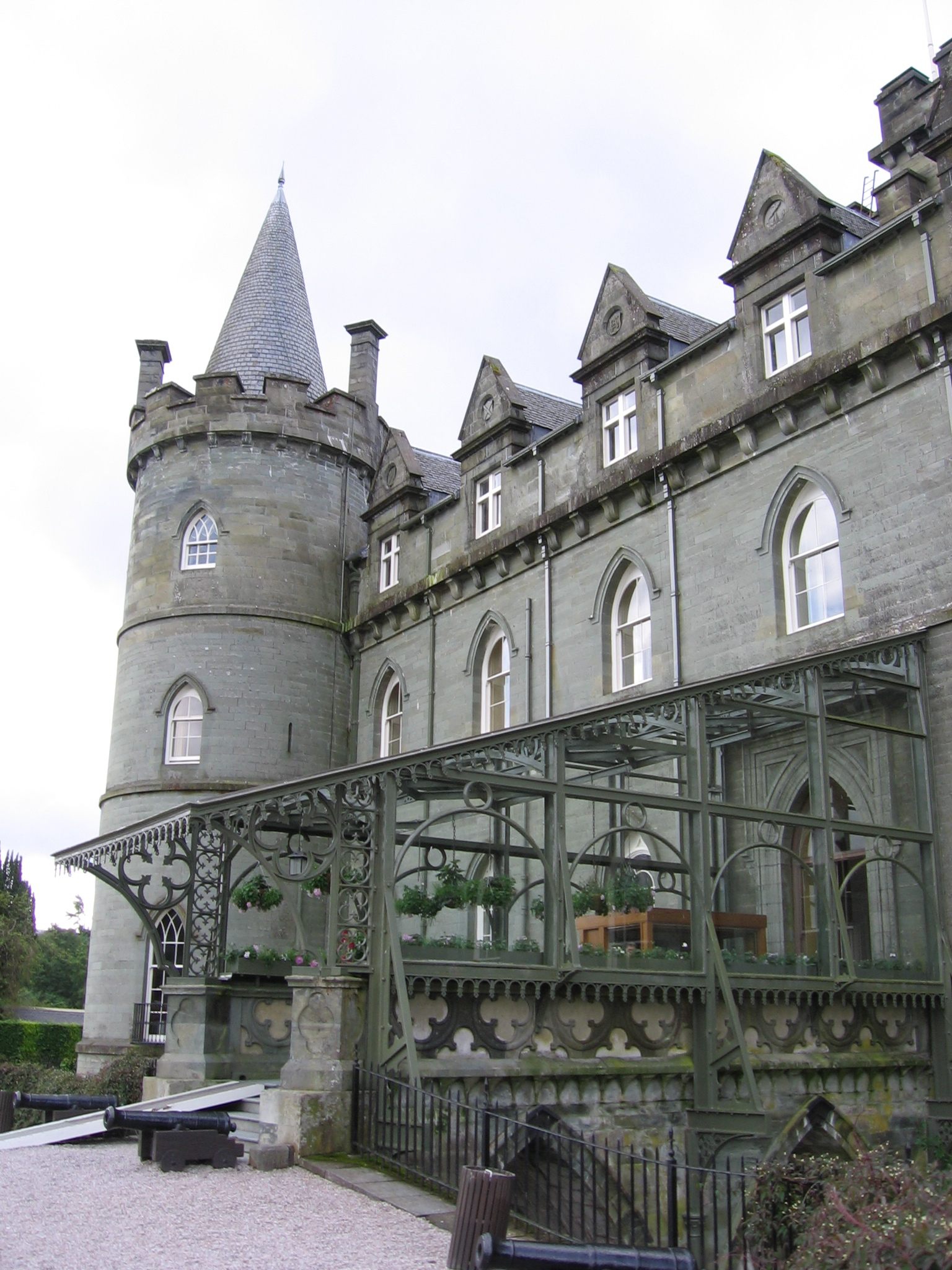
Inveraray Castle, säte för hertigen av Argyll, ättens överhuvud.

Campbell, gammal högskotsk ätt, som sedan medeltiden haft stort inflytande i skotska högländerna och som på 1600-talet var den mäktigaste ätten i Skottland.
Ättens stamfar uppges vara sir Colin Campbell av Lochow (född 1230), som 1280 fick riddarslaget av kung Alexander III av Skottland. Denne hövding, vars skotsk gaeliska namn var MacGalain More, stupade i en släktfejd med lairden av Lorne, men dessa båda familjer förenades på 1400-talet genom  giftermål.
Sir Colin Campbells ättlingar vann med tiden värdighet av lorder Campbell (1445) och earler av Argyll 1457. Andra grenar av samma ätt är husen Breadalbane och Loudon, vilka liksom huvudgrenen vunnit en mängd skotska och brittiska adelstitlar. Den i Skottland ännu vitt förgrenade ätten är från genealogisk synpunkt behandlad i "The house of Argyll and collateral branches of the Clan Campbell" från 1871.

## Personer
- John Campbell, 1:e earl av Breadalbane och Holland